# 門尼菲縣 (肯塔基州)
門尼菲县（英語：Menifee County）是位於美國肯塔基州東部的一個縣。面積534平方公里。根據美國2000年人口普查，共有人口6,556人。縣治弗倫奇堡 （Frenchburg）。
成立於1869年3月10日。縣名紀念聯邦眾議員理查·H·門尼菲 （Richard Hickman Menifee）。